# فلکسهاله

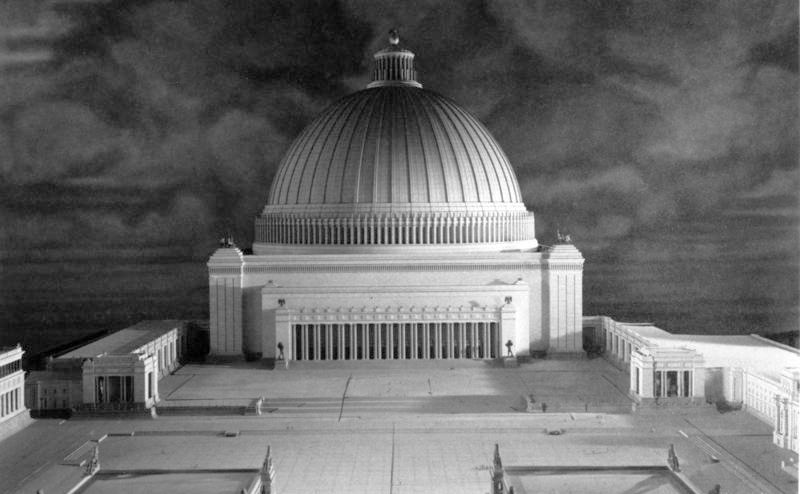
مدل گروسه هاله

فلکسهاله Volkshalle (“تالار مردم”) که گروسه هاله Große Halle (“تالار بزرگ”) یا رومسهاله Ruhmeshalle (“تالار افتخار”) هم خوانده می شود، یک ساختمان عظیم یادمانی دارای گنبد بود که آدولف هیتلر و معمارش آلبرت اشپر برای گرمانیا طرح ریزی کرده بودند. پروژه هرگز به سرانجام نرسید.
واژه فلک در اندیشه ناسیونال سوسیالیستی تکرر ویژه ای داشت. لفظ جنبش فلکیش (völkisch movement)، که می توان آن را به جنبش مردم ترجمه کرد از فلک مشتق می‌شود ولی بر وجودی اخروی و ابدی نیز دلالت دارد. اندیشه فلکیش به عنوان مردم آلمانی پیش از جنگ جهانی اول گرایشی به هنرها ایجاد کرده بود، یعنی از یک جامعه به هم پیوسته آریایی یا نوردیک (فلکسگماینشافت)، که از نظر نژادی آلوده نیست و ریشه در خاک آلمانی هایمات (وطن) دارد.